# 山门水库
山门水库是中国吉林省四平市境内的一座水库，位于二道河上，建于1961年。水库正常库容为1623万立方米，集雨面积为74平方千米，海拔为118.3米。